# Wirus ostrego paraliżu pszczół
Wirus ostrego paraliżu pszczół (ang. Acute bee paralysis virus – ABPV lub APV) – wirus atakujący pszczoły. 

## Historia odkrycia
Wirus ABPV został odkryty przypadkowo w 1963 roku przy okazji prac badawczych nad chronicznym paraliżem pszczół. Zespół objawów opisany został na podstawie dalszych badań laboratoryjnych, jednak przez następne lata wirus występował często u pszczół dorosłych, nie powodując objawów ani śmierci. Zakażenie stało się śmiertelne wraz z upowszechnieniem się u pszczół roztocza Varroa destructor.

## Objawy
Objawy ostrego paraliżu pszczół są podobne do chronicznego paraliżu pszczół i obejmują drżenie ciała, nieskoordynowane ruchy i śmierć chorych osobników. W przypadku ostrego paraliżu pszczół objawy te występują szybciej niż po zarażeniu CBPV.

## Epidemiologia
Źródłem zakażenia dla larw mogą być zakażone pszczoły, które je karmią. Zarażone dużą ilością wirusów larwy zamierają licznie przed zasklepieniem, a przetrwałe stają się nosicielami. U pszczół dorosłych objawy nie są obserwowane, ponieważ wkrótce po wystąpieniu choroby, chory osobnik ginie. Największe nasilenie zachorowań, skutkujące wymieraniem kolonii, następuje na przełomie jesieni i zimy. Duża śmiertelność chorujących osobników jednocześnie ogranicza rozprzestrzenianie wirusa. Obecnie nasilenie występowania wirusa zmienia się cyklicznie w ciągu kilku lat.

## Zapobieganie
Zapobieganie ginięciu pszczół możliwe jest przez zabiegi skierowane na tępienie roztoczy Varroa destructor. Skuteczność tych działań jest jednak ograniczona, ponieważ infekcja wirusowa utrzymuje się przez pewien czas po usunięciu roztoczy.